# عشق ضروری
عشق ضروری (ایتالیایی: L'amore necessario) یک فیلم کمدی-درام به کارگردانی فابیو کارپی است که در سال ۱۹۹۱ منتشر شد.

## بازیگران
- بن کینگزلی
- ماری-کریستین بارو
- جفری بیلدون
- مارتین دو بروتوی